# Uvaria manjensis
Uvaria manjensis är en kirimojaväxtart som beskrevs av Alberto Judice Leote Cavaco och Monique Keraudren. Uvaria manjensis ingår i släktet Uvaria och familjen kirimojaväxter. Inga underarter finns listade i Catalogue of Life.